# Sabana arbolada de miombo de Angola
La sabana arbolada de miombo de Angola es una ecorregión de la ecozona afrotropical, definida por WWF, que ocupa gran parte de Angola y una pequeña región del suroeste de la República Democrática del Congo.

## Descripción
Es una ecorregión de sabana que ocupa 660.100 kilómetros cuadrados en el centro de Angola y se extiende hasta el suroeste de la República Democrática del Congo.
Limita al oeste con la sabana del Gran Escarpe de Angola, al norte con el mosaico de selva y sabana del Congo occidental, al noreste con al mosaico de selva y sabana del Congo meridional, al este con la sabana arbolada de miombo del Zambeze central, la selva seca del Zambeze y la pradera del Zambeze occidental, al sur y sureste con la sabana arbolada de teca del Zambeze, y al suroeste con la sabana arbolada de mopane de Angola, la sabana arbolada de Namibia y el desierto de Kaoko. Incluye en su interior el mosaico montano de selva y pradera de Angola.

## Estado de conservación
Vulnerable.